# Ancistrus lithurgicus
Ancistrus lithurgicus är en fiskart som beskrevs av Eigenmann 1912. Ancistrus lithurgicus ingår i släktet Ancistrus och familjen Loricariidae. Inga underarter finns listade i Catalogue of Life.